# 圣嘉禄堂 (那不勒斯)

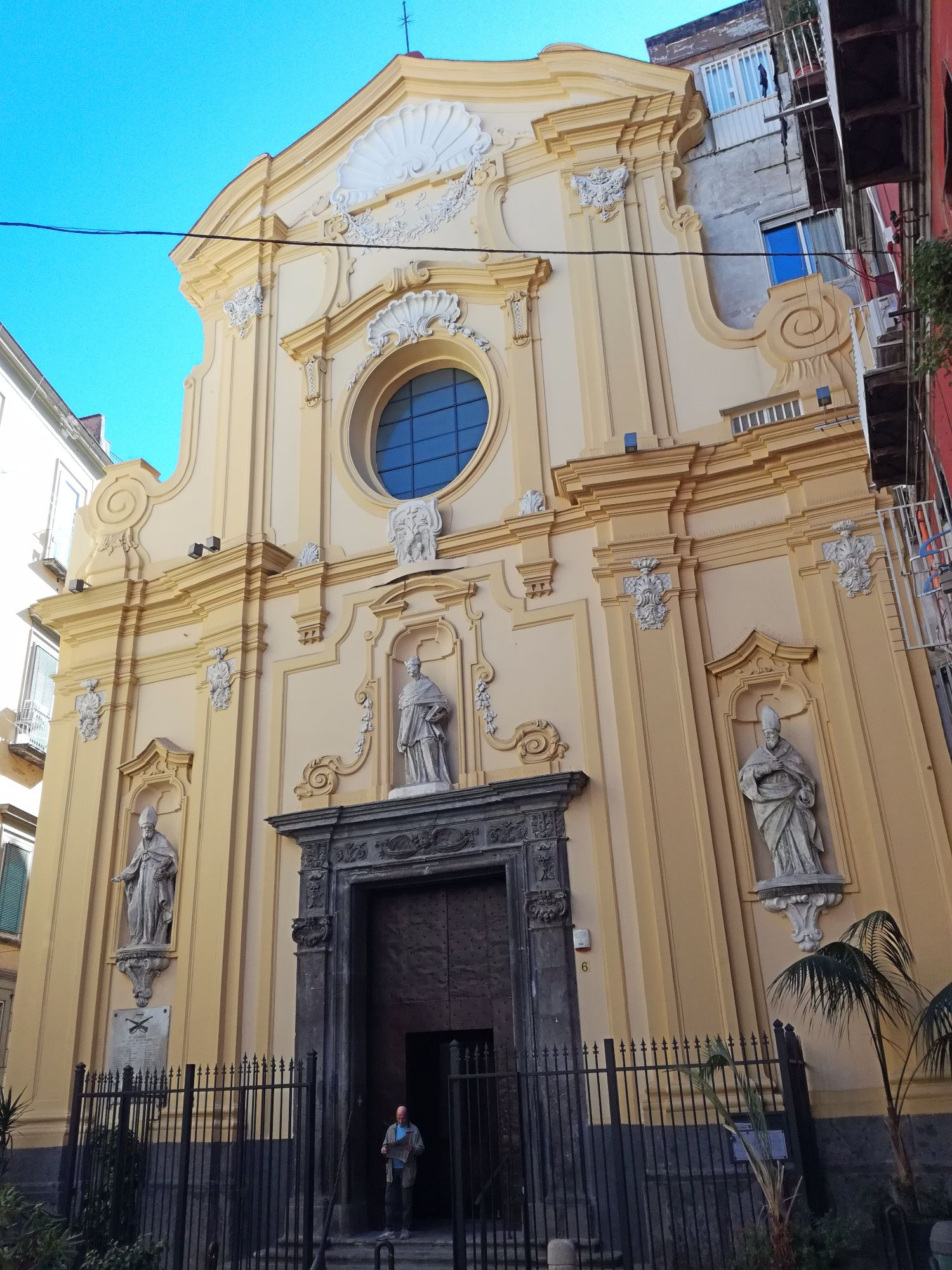
外观

圣嘉禄堂（San Carlo alle Mortelle）是意大利南部城市那不勒斯的一座古老教堂。
教堂兴建于1616年，大部分工程在17世纪完成，而华丽的巴洛克立面直到18世纪中后期才完成。
内部是拉丁十字平面，有三个附属小堂。在教堂右侧的一座建筑是巴洛克式修道院的遗址，另一座建筑现在开设学校，曾是教堂附属学校的一部分。